# Prosopocera gassneri
Prosopocera gassneri là một loài bọ cánh cứng trong họ Cerambycidae.